# شادو بارتيز (فلم)
شادو بارتيز (بالإنجليزية: Shadow Parties)، هُو فيلم دراما سياسية نيجيري صدر سنة 2021، وهُو من إخراج وإنتاج ييمي أمودو. الفيلم من بطولة كُل من Yemi Blaq وأوموتولا جالاد إيكيندي وتويين أبراهام وجيدي كوسوكو وسولا سوبوالي، وماغدالينا كورباس ولوسيان مورغان.

## روابط خارجية
- مقالات تستعمل روابط فنية بلا صلة مع ويكي بيانات